# العصر الحجري الحديث الأوروبي

خريطة تبين توسعات العصر الحجري الحديث من الألفية 7 ق.م إلى الألفية 5.

أوروبا حوالي 4500-4000 ق.م.

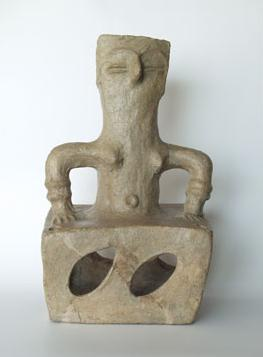
شكل نسائي من Tumba MadžariK جمهورية مقدونيا

العصر الحجري الحديث الأوروبي يشير إلى فترة ما قبل التاريخ التي ظهرت فيها تكنولوجيا العصر الحجري الحديث في أوروبا. هذا يعادل تقريباً وقت بين 7000 ق.م (الوقت التقريبي للمجتمعات الزراعية الأولى في اليونان) وحوالي 1700 ق.م (بداية العصر البرونزي في شمال غرب أوروبا). العصر الحجري الحديث يتداخل مع العصر الحجري الوسيط والعصر البرونزي في أوروبا حيث تحركت التغيرات الثقافية من الجنوب الشرقي إلى الشمال الغربي.
تختلف مدة العصر الحجري الحديث من مكان إلى آخر، أعلن إدخال الأدوات البرونزية نهاية هذا العصر، استمرّ في جنوب شرق أوروبا حوالي 4000 عام (7000 سنة قبل الميلاد -  3000 قبل الميلاد) بينما في أجزاء من شمال غرب أوروبا أقل بقليل من  3000سنة ( 4500 قبل الميلاد-  1700قبل الميلاد).
دُرِس انتشار العصر الحجري الحديث من الشرق الأدنى إلى أوروبا لأول مرة في السبعينيات، عندما أصبحت دراسة مواقع العصر الحجري الحديث المبكر ممكنة من خلال ذرّات الكريون المشعّ. اكتشفت أميرمان وكافالي سفورزا علاقة خطية بين عمر موقع العصر الحجري الحديث المبكر وبُعده عن المصدر التقليدي في الشرق الأدنى (أريحا)، ما يعني أن انتشار العصر الحجري الحديث حدث بمعدّل ثابت وسطيًّا يبلغ حوالي  1كم/سنة، تؤكد دراسات أحدث هذه النتائج وتحدّد السرعة 0.6- 1.3 كم/سنة بمستوى ثقة 95%.

## الخصائص الثقافية الأساسية
بصرف النظر عن التسلسل الزمني المحدد، تشترك العديد من مجموعات العصر الحجري الأوروبي الحديث بخصائص أساسية، مثل العيش في مجتمعات صغيرة قائمة على أساس الأسرة، تقتات على النباتات والحيوانات المدجَّنة، بالإضافة إلى جمع النباتات البرية والصيد، وإنتاج الفخار المصنوعة يدويًا، أي الفخار المصنوع دون عجلة. تقع المحاور الحجرية المصقولة في قلب ثقافة العصر الحجري الحديث(الحجر الجديد)، ما يتيح تصفية الغابات للزراعة وإنتاج الخشب للمساكن، وكذلك الوقود.
هناك أيضًا العديد من الاختلافات، إذ تعيش بعض مجتمعات العصر الحجري الحديث في جنوب شرق أوروبا في مستوطنات شديدة التحصين مكوّنة من 3000-4000 شخص (على سبيل المثال سيسكلو في اليونان)، في حين كانت مجموعات العصر الحجري الحديث في بريطانيا صغيرة (ربما 50- 100شخص) ورعاة قطيع كثيري التنقّل.
معلوماتنا عن تفاصيل الأصل، والتأريخ، والتنظيم الاجتماعي، ونشاطات الكفاف، ومعتقدات شعوب أوروبا في العصر الحجري الحديث مصدرها علم الآثار، وليس السجلات التاريخية، لأن هؤلاء الناس لم يتركوا شيئًا. منذ السبعينيات، قدّم علم الوراثة السكانية بيانات مستقلة عن التاريخ السكاني لأوروبا في العصر الحجري الحديث، بما في ذلك أحداث الهجرة والعلاقات الجينية مع الشعوب في جنوب آسيا.
ساهم علم اللغويات كأداة مستقلة أخرى، في إعادة البناء الافتراضي للغات الأوروبية المبكرة وأشجار العائلات مع تقديرات لتاريخ الانقسامات، ولا سيما النظريات حول العلاقة بين المتحدثين باللغات الهندوأوروبية وشعوب العصر الحجري الحديث. يعتقد بعض علماء الآثار أن توسع شعوب العصر الحجري الحديث من جنوب غرب آسيا إلى أوروبا، معيّنًا نهاية ثقافة العصر الحجري الوسيط، تزامن مع إدخال المتحدثين الهندو أوروبيين، في حين يعتقد علماء آثار آخرون والعديد من اللغويين أن اللغات الهندية الأوروبية أُدخلَت خلال العصر البرونزي من سهوب بونتيك-قزوين.

## علم الآثار
يتتبع علماء الآثار ظهور المجتمعات المنتجة للغذاء في منطقة المشرق جنوب غرب آسيا حتى نهاية الفترة الجليدية الأخيرة منذ حوالي 12000سنة قبل الميلاد، تطوّرت هذه المجتمعات إلى عدد من الثقافات المميزة إقليميًا بحلول الألفية الثامنة قبل الميلاد. يعود تاريخ بقايا المجتمعات المنتجة للغذاء في بحر إيجة إلى حوالي 6500 قبل الميلاد في كنوسوس وفرانشتي كيف وعدد من مواقع البر الرئيسي في ثيساليا. تظهر مجموعات العصر الحجري الحديث بعد ذلك بوقت قصير في البلقان وجنوب وسط أوروبا. تُظهر ثقافات العصر الحجري الحديث في جنوب شرق أوروبا (البلقان وبحر إيجة) بعض الاستمرارية مع مجموعات في جنوب غرب آسيا والأناضول (على سبيل المثال جاتاك هويوك).
عُثَر في عام 2018 على تمثال خزفي يبلغ من العمر 8000 عام يصور رأس «الآلهة الأم»، بالقرب من أوزونوفو في مقاطعة فيدين في بلغاريا، الأمر الذي دفع الثورة الحجرية الحديثة إلى الألفية السابعة قبل الميلاد.
تشير الأدلة الحالية إلى أن الثقافة المادية من العصر الحجري الحديث أُدخلَت إلى أوروبا عبر غرب الأناضول، وأن أوجه التشابه بين ثقافات شمال إفريقيا وسهول البونتيك ترجع إلى الانتشار خارج أوروبا. تحتوي جميع مواقع العصر الحجري الحديث في أوروبا على السيراميك، والنباتات والحيوانات المدجّنة في جنوب غرب آسيا مثل القمح وحيد الحبّة، والثنائي الحبة، والشعير، والعدس، والخنازير، والماعز، والأغنام، والأبقار. تشير البيانات الوراثية إلى عدم وجود تدجين مستقل للحيوانات في العصر الحجري الحديث في أوروبا، وأن جميع الحيوانات المستأنسة دُجّنَت في الأصل في جنوب غرب آسيا. يعتبر دخن ذيل الثعلب النبات الوحيد الذي لم يُدجَّن في جنوب غرب آسيا، بل في في شرق آسيا. أقدم دليل على تصنيع الجبن يعود إلى 5500 قبل الميلاد في كويافيا في بولندا.
اتفق علماء الآثار لبعض الوقت على أن ثقافة العصر الحجري الحديث المبكر متماثلة نسبيًا، مقارنةً مع العصر الحجري الوسيط المتأخر. تميل دراسات الحمض النووي إلى تأكيد ذلك، مشيرةً إلى أن الزراعة أُدخلَت إلى أوروبا الغربية من قبل سكان بحر إيجه، المعروفين باسم «مزارعي العصر الحجري الإيجي». عندما وصل هؤلاء المزارعون إلى بريطانيا، أظهرت دراسات الحمض النووي أنهم لم يختلطوا كثيرًا بالسكان السابقين أي الصيادين الجامعين الغربيين. بدلاً من ذلك حدث استبدال كبير للسكان.
استغرق انتشار هؤلاء المزارعين في جميع أنحاء أوروبا، من بحر إيجة إلى بريطانيا، حوالي 2500سنة (6500- 4000 قبل الميلاد). اُخترقَت منطقة البلطيق بعد ذلك بقليل حوالي 3500 قبل الميلاد، وتأخّر استيطان حوض بانونيا. بشكل عام يظهر الاستيطان نمطًا «قفزيًا»، تقدّم العصر الحجري الحديث من بقعة من التربة الغرينية الخصبة إلى أخرى، متجاوزًا المناطق الجبلية. يُظهر تحليل تواريخ الكربون المشع بوضوح أن شعوب العصر الحجري الوسيط والعصر الحجري الحديث عاشوا جنبًا إلى جنب لألفية من الزمن في أجزاء كثيرة من أوروبا، خاصةً في شبه الجزيرة الأيبيرية وعلى طول ساحل المحيط الأطلسي.

## نهاية العصر الحجري الأوروبي الحديث
ارتفعت مستويات السكان بسرعة في بداية العصر الحجري الحديث (مع بعض الاستثناءات) حتى وصلت إلى القدرة الاستيعابية القصوى. وأعقب ذلك انهيار سكاني «ضخم للغاية» بعد 5000 سنة قبل الميلاد، ثم بقيت المستويات منخفضة خلال الـ1500 سنة اللاحقة.

### الانتقال إلى العصر النحاسي
بدأت أعداد السكان بالارتفاع بعد 3500 قبل الميلاد، لتتلو هذه الزيادة العديد من الانخفاضات والارتفاعات التي حدثت بين  3000و 2500 قبل الميلاد، هذا ويختلف التاريخ بين المناطق. في هذا الوقت تقريبًا تراجع العصر الحجري الحديث، عندما انخفضت أعداد السكان في معظم أنحاء أوروبا، ربما بسبب الظروف المناخية أو الطاعون أو الهجرة الجماعية. وجدت دراسة من اثنتي عشرة منطقة أوروبية أكثر نماذج الارتفاع والانخفاض في أعداد السكّان حدوثًا، واقترحت «سببًا داخليًا» وليس مناخيًا. تشير الدلائل الأثرية الحديثة إلى إمكانية كون الطاعون سبب هذا الانهيار السكاني، إذ اكتُشفَت مقابر جماعية يرجع تاريخها إلى حوالي 2900 قبل الميلاد تحتوي على بقايا جينية من اليرسينيا الطاعونية، ما يتوافق مع الطاعون الرئوي.
بدأ العصر الطباشيري في أوروبا منذ نحو 3500قبل الميلاد، وتبعه بعد ذلك العصر البرونزي الأوروبي. ازداد في تلك الفترة بناء الجندل أو المغليطيا. اُستخدَم النحاس منذ 3500 قبل الميلاد في البلقان وشرق ووسط أوروبا. دُجّنَت الأحصنة خلال ذلك الوقت، ما أدى إلى زيادة حركة الثقافات.
عند اقتراب نهاية العصر الحجري الحديث حوالي  2500قبل الميلاد، هاجرت أعداد كبيرة من شعوب السهوب الأوراسية في وسط وشرق أوروبا.